# Creusis

Mapa de ciudades de la antigua Beocia. Creusis se situaba al sur, cerca de Tisbe, en la costa del Golfo de Corinto.

Creusis o Creusa (en griego, Κρεῦσις) es el nombre de una antigua ciudad griega de Beocia.
Estrabón y Pausanias mencionan que era el puerto de Tespias. Fue escenario de enfrentamientos entre Esparta y Tebas de principios del siglo IV a. C. Poco antes de la batalla de Leuctra, los espartanos, comandados por Cleómbroto, apresaron allí doce trirremes tebanas.
Se localiza en la bahía de Livadostro. Constituyó la más importante base naval beocia en el golfo de Corinto.
De sus murallas subsisten restos de sillares del recinto del siglo IV a. C. y una pequeña sección de mampostería.